# La Marseillaise
Pour les articles homonymes, voir La Marseillaise (homonymie).
La Marseillaise est un chant patriotique de la Révolution française, adopté comme hymne national français, une première fois par la Convention (du 14 juillet 1795 au 18 mai 1804), puis dès le 14 février 1879 sous la Troisième République.
Les six premiers couplets ont été écrits par Rouget de Lisle sous le titre de Chant de guerre pour l'armée du Rhin à Strasbourg en 1792 dans la nuit du 25 au 26 avril, dans le cadre de la guerre menée contre l'Autriche depuis avril 1792. Dans ce contexte, La Marseillaise est un chant de guerre révolutionnaire, une exhortation au combat contre l'invasion étrangère et un appel patriotique à la mobilisation générale, mais aussi un hymne à la liberté et un appel au combat contre la tyrannie.
La Marseillaise est décrétée chant national le 14 juillet 1795 (26 messidor an III) par la Convention post-thermidorienne, à l'initiative du Comité de salut public. Elle le reste jusqu'à l'avènement de l'Empire en 1804 : Napoléon ne l'interdit pas, mais lui préfère le Chant du départ.
La Marseillaise est abandonnée sous la Restauration. Reprise en 1830 par les insurgés des Trois Glorieuses qui portent Louis-Philippe au pouvoir, elle est l'objet d'une nouvelle orchestration d'Hector Berlioz, qui la dédie à Rouget de Lisle. Mais Louis-Philippe impose un chant plus modéré, La Parisienne. La Marseillaise est de nouveau interdite dans les lieux publics sous le second Empire.
Le 14 février 1879, la IIIe République en fait de nouveau l'hymne national ; en 1887, une « version officielle » est adoptée en prévision de la célébration du centenaire de la Révolution. Le 14 juillet 1915, les cendres de Rouget de Lisle sont transférées aux Invalides.
Sous le régime de Vichy (1940-1944), elle est remplacée par le chant Maréchal, nous voilà !. En zone occupée, le commandement militaire allemand interdit de la jouer et de la chanter à partir du 17 juillet 1941.
Son statut d’hymne national est confirmé dans l’article 2 de la Constitution du 27 octobre 1946, qui établit la IVe République, et en 1958, par l’article 2 de la Constitution de la Cinquième République française.
Valéry Giscard d'Estaing, élu président en 1974, fait ralentir le tempo de La Marseillaise afin de retrouver le rythme originel (selon Guillaume Mazeau, sa motivation est aussi de faire « qu'elle ressemble moins à une marche militaire »).
Depuis la cérémonie de clôture des Jeux olympiques de Tokyo en 2020, une version de La Marseillaise réarrangée par Victor Le Masne, directeur musical des quatre cérémonies des Jeux olympiques et paralympiques d'été de 2024 à Paris, est jouée lors des Jeux : « Dans l'idée de sérénité, les aspérités martiales des harmonies ont été enlevées, mais la mélodie reste la même. ».

## Création

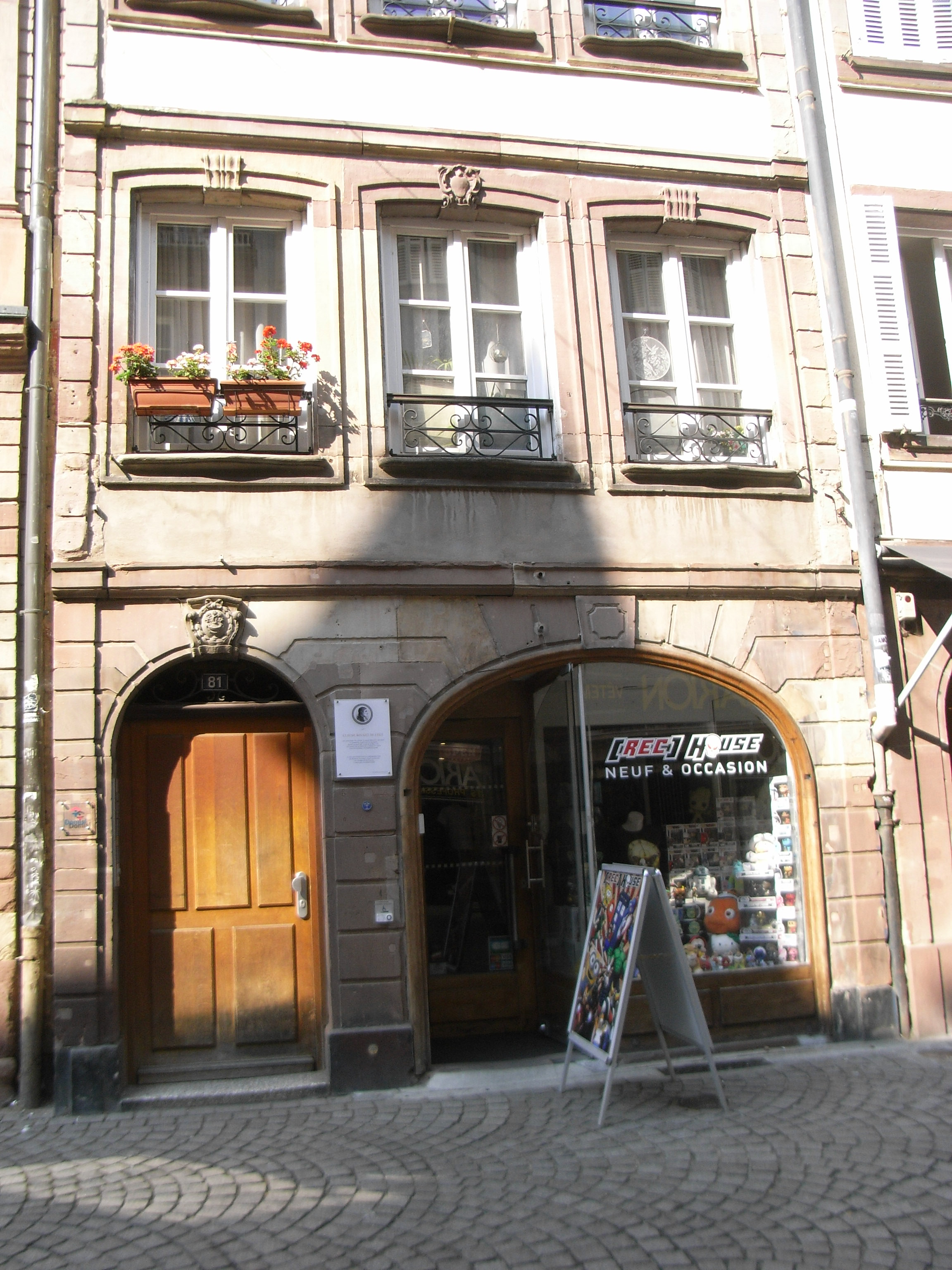
Maison à Strasbourg où fut composée La Marseillaise

La Marseillaise est écrite dans la nuit du 25 au 26 avril 1792 par Rouget de Lisle, capitaine du génie en poste à Strasbourg, cinq jours après l'entrée en guerre de la France contre l'Autriche (20 avril 1792).

### Circonstances

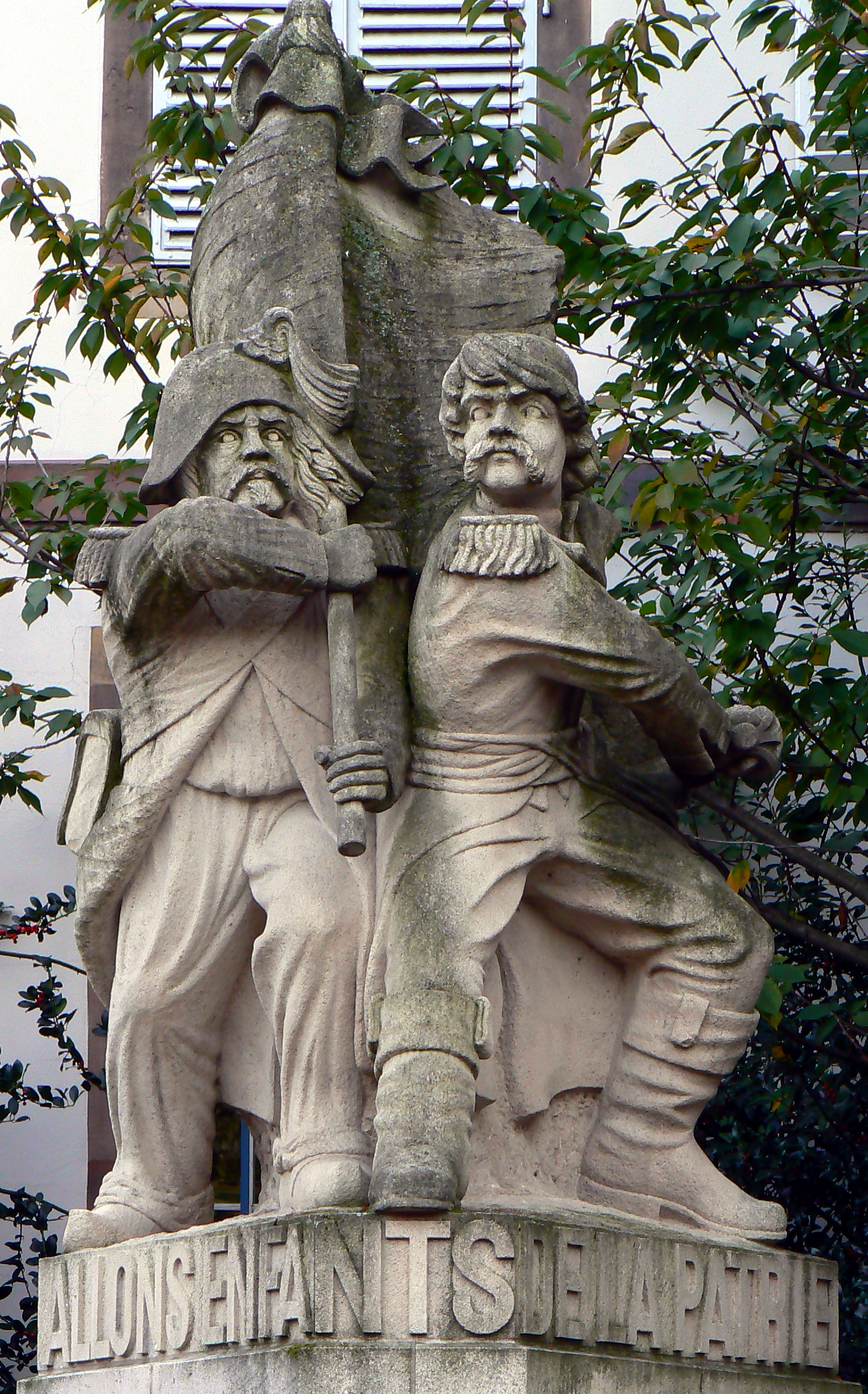
La Marseillaise, par Alfred Marzolff, place Broglie à Strasbourg.

Le 25 avril 1792, le maire de Strasbourg, le baron Philippe Frédéric de Dietrich, reçoit à son domicile de la place Broglie plusieurs officiers de haut rang : le maréchal Luckner, officier d'origine bavaroise, qui commande l'armée du Rhin, les généraux Victor de Broglie, d'Aiguillon et du Châtelet, les futurs généraux Kléber, Desaix et Malet, ainsi que le capitaine du génie Rouget de Lisle, en garnison à Strasbourg depuis mai 1791.
Au cours de la réception, il demande à ce dernier d'écrire un chant de guerre, Rouget de l'Isle lui ayant déjà fourni des chants, notamment à l'occasion de la fête de la Constitution organisée à Strasbourg le 25 septembre 1791. Revenu à son domicile (rue de la Mésange, entre la place de l'Homme-de-Fer et la place Broglie), Rouget de Lisle compose son Chant de guerre pour l'armée du Rhin dédié au maréchal Luckner.
Le lendemain matin 26 avril, il retourne chez Dietrich et lui présente son chant que ce dernier déchiffre. Le soir, une nouvelle réunion a lieu chez le maire, qui chante lui-même l'hymne, accompagné au clavecin par sa femme, Sybille de Dietrich, ou peut-être par sa nièce Louise.
Le chant retentit en public pour la première fois sur la place d'Armes le dimanche 29 avril, à l'occasion d'une parade militaire.
Selon l'historien strasbourgeois Claude Betzinger, cette première exécution aurait eu lieu chez le maire, Philippe Frédéric de Dietrich, domicilié alors au 17, rue des Charpentiers à Strasbourg et non à la maison familiale des Dietrich[pas clair]. À cette thèse remettant en cause deux siècles de consensus, il a été répondu quatre ans après qu'il n'y avait pas lieu de changer le lieu de la première exécution.

### Origine du titre
Elle porte initialement différents noms, tous éphémères : Chant de guerre pour l'armée du Rhin ; Chant de marche des volontaires de l'armée du Rhin.
Le Dr François Mireur, futur général des armées d'Italie et d'Égypte, venu à Marseille afin d'organiser la marche conjointe des volontaires du Midi (Montpellier et Marseille), publie ce chant, à Marseille, pour la première fois, avec un nouveau titre : Chant de guerre des armées aux frontières. De fait, ce sont les troupes des fédérés marseillais qui, l'ayant adopté comme chant de marche, l'entonnent lors de leur entrée triomphale, aux Tuileries, à Paris, le 30 juillet 1792. Immédiatement, la foule parisienne, sans se préoccuper de ses différents noms, baptise ce chant : La Marseillaise. Ce titre, outre sa simplicité, a l'avantage de marquer de Strasbourg à Marseille, de l'Est au Midi, l'unité de la Nation.

### Origine du texte
Le texte est fortement inspiré d'une affiche apposée à l'époque sur les murs de Strasbourg par la Société des amis de la Constitution, qui commence ainsi : « Aux armes citoyens, l'étendard de la guerre est déployé, le signal est donné. Il faut combattre, vaincre ou mourir. Aux armes citoyens... Marchons,… » L'expression les « enfants de la Patrie » ferait référence aux engagés volontaires du Bas-Rhin, dont faisaient partie les deux fils du maire. Un parent de Rouget de Lisle rapporte qu'il aurait affirmé, lors d'une réunion, s'être inspiré d'un chant protestant de 1560 exécuté lors de la conjuration d'Amboise. Enfin, certains ont suggéré que Rouget a pu songer à l'ode de Nicolas Boileau « sur un bruit qui courut, en 1656, que Cromwell et les Anglais allaient faire la guerre à la France »,. Les érudits modernes diffèrent quant à savoir si les « perfides » évoqués dans le chant représentent ou non les Britanniques (ou les Anglais). Selon H. D. Schmidt, le terme est une insulte générale pour l'élément contre-révolutionnaire ; d'autre part Martyn Cormick écrit qu'il n'y a aucun doute quant à sa signification, l'associant spécifiquement à l'anglophobie:609,:14.
La cinquième strophe évoque les « complices de Bouillé », général en chef de l'armée de Sarre et Moselle de 1790 à 1791, à qui on reproche alors son rôle dans l'affaire de Nancy et la fuite de Varennes. Rouget de Lisle écrit le chant neuf jours seulement après la libération, le 15 avril, des Suisses de Nancy emprisonnés à Brest. De son côté, le Courrier de Strasbourg du 4 septembre 1792 a imprimé « les complices de Condé ». Puis, le 5 décembre, François Boissel propose au club des Jacobins de remplacer le vers par « Mais ces vils complices de Motier »,.
Le septième couplet, dit « couplet des enfants », a été ajouté en octobre 1792 par Gossec lors de la représentation à l'Opéra de « l'Offrande de la liberté, scène religieuse sur la chanson des Marseillais » ; le poète normand Louis Du Bois et l'abbé Antoine Pessonneaux en ont revendiqué la paternité, qui a également été attribuée à André Chénier ou à son frère Marie-Joseph,.

### Origine de la musique

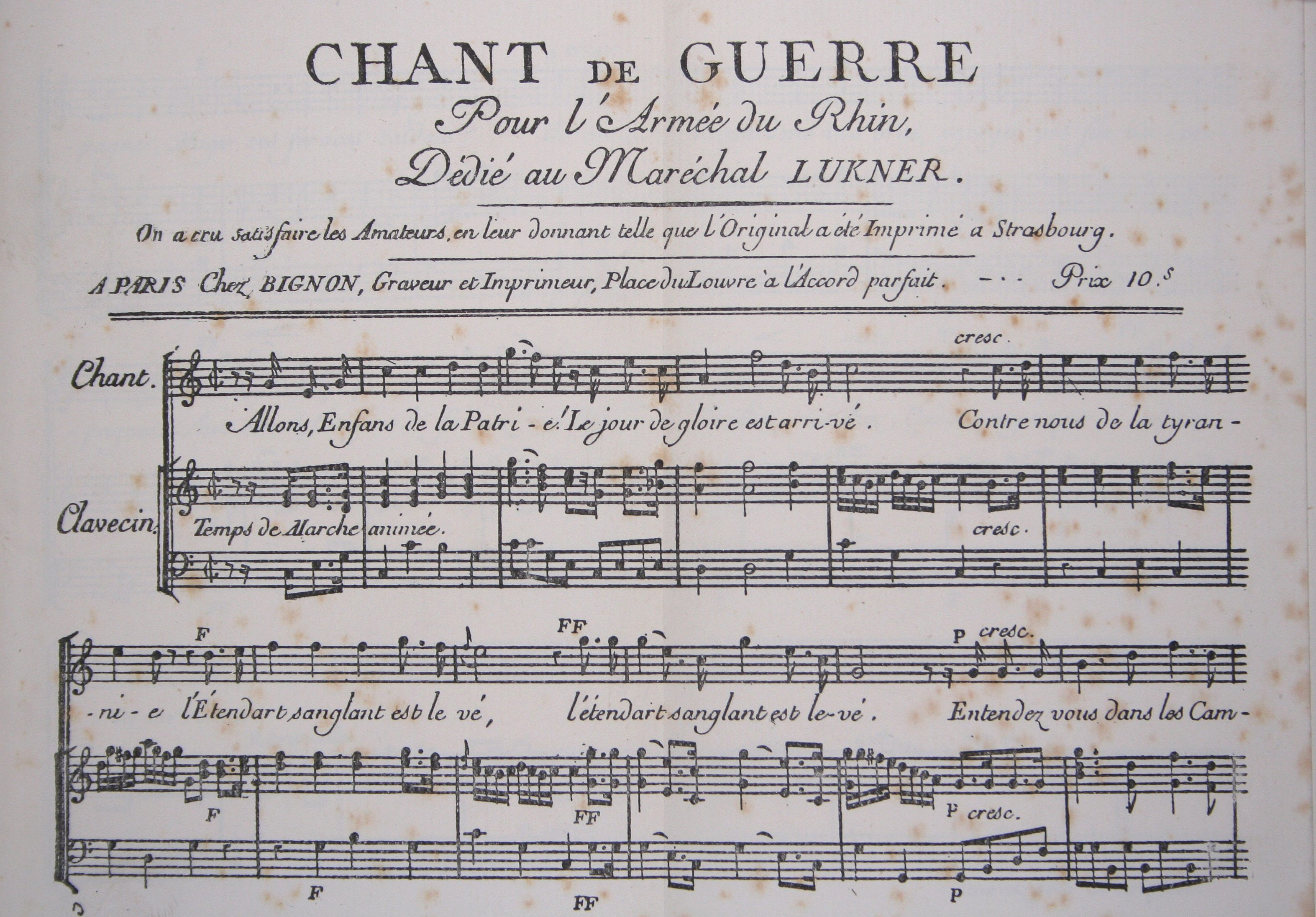
Partition du XIXe siècle.

L'origine de la musique est plus discutée, puisqu'elle n'est pas signée (contrairement aux autres compositions de Rouget de Lisle).
En 1861, les journaux allemands ont prétendu que La Marseillaise était l'œuvre de Holtzmann, maître de chapelle dans le Palatinat (on a parlé du Credo de la Missa solemnis no 4), mais ce n'était qu'un canular. L’air par lequel débute un oratorio intitulé Esther a été évoqué de manière bien plus sérieuse : cette œuvre a été composée en 1784 ou 1787 par le maître de musique (le maître de chapelle) de la cathédrale de Saint-Omer en Artois, Jean-Baptiste Lucien Grisons. Dans les « Stances sur la Calomnie » qui ouvrent cette partition on entend en entier (avec seulement de très légères différences) la musique de La Marseillaise, jouée à l'orgue, sans les paroles. Cet oratorio, écrit sur un texte biblique, avait été composé avant la Révolution (Grisons avait quitté son poste de maître de musique de la cathédrale de Saint-Omer en 1787). Hervé Luxardo, quant à lui, évoque la possibilité (mais sans pouvoir donner aucune preuve concrète et donc sans pouvoir l'affirmer) que l'air en question ait été introduit postérieurement par Grisons dans son oratorio, pour éloigner de lui les risques de prison ou de condamnation à la guillotine. Enfin, pour l'anecdote, quelques notes évoquant d'assez loin la première phrase (« Allons enfants de la patrie ») apparaissent dans deux trios de Wolfgang Amadeus Mozart, ainsi que dans La Flûte enchantée (1791) et dans le premier mouvement Allegro maestoso du concerto pour piano no 25 en ut majeur KV 503 (1786) du même compositeur autrichien (les douze premières notes de l'hymne sont jouées au piano par la main gauche, à la fin de ce premier mouvement). Il s'agit là surtout de courtes formules mélodiques empruntées au langage musical en usage à l'époque de la composition de ces œuvres,.
De manière tout aussi anecdotique et fortuite, Jacques-Gabriel Prod’homme retrouve les quinzième et seizième mesures de La Marseillaise dans les mesures 7 et 8 du Chant du 14 juillet (1791) de François-Joseph Gossec.[source insuffisante]
De son côté, le prince Michel de Grèce évoque une parenté avec l'hymne des Wurtemberg joué chaque jour dans la principauté de Montbéliard qu'ils possédaient, air que devait connaître la femme de Dietrich, Sybille Ochs, qui était d'origine bâloise. Or cette dernière, excellente musicienne, a travaillé à orchestrer la Marseillaise.

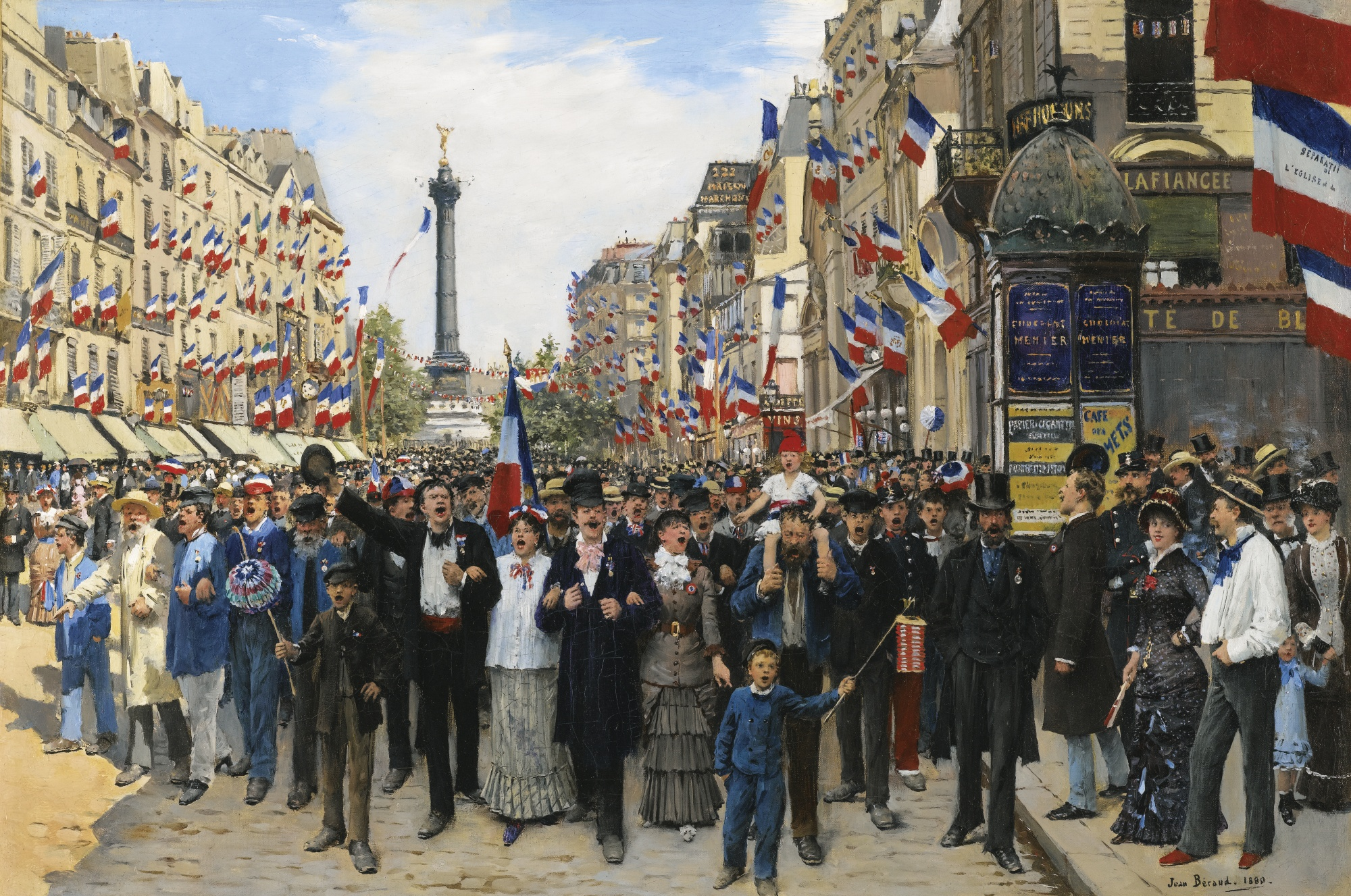
Jean Béraud, La Marseillaise, 1880

Même si André Grétry juge que « l'air des Marseillais a été composé par un amateur qui n'a que du goût et ignore les accords », d'autres comme Louis Garros et Philippe Barres avancent qu'il peut s'agir d'Ignace Joseph Pleyel, par ailleurs compositeur de L'Hymne de la liberté, dont Rouget de Lisle a écrit les paroles. Toutefois, il est absent de Strasbourg en décembre 1791 pour diriger les « Professional Concerts » à Londres, où il va résider jusqu'en mai 1792.
Plus tardivement, en 1863, François-Joseph Fétis prétend que Guillaume Navoigille est l'auteur de la musique. Mais peu après, sous la menace d'un procès, il se rétracte et reconnaît avoir été mystifié.
De nombreux compositeurs ou critiques ont cherché à attribuer la musique de La Marseillaise à un autre auteur. Le seul cas indécidable, selon Frédéric Robert, serait celui de l'introduction d'Esther, cet oratorio de Jean-Baptiste Grisons, déjà signalé plus haut..., contredisant ainsi l'avis de Constant Pierre, pour qui Esther est postérieur à La Marseillaise.

## En France: du chant de guerre révolutionnaire à l'hymne national

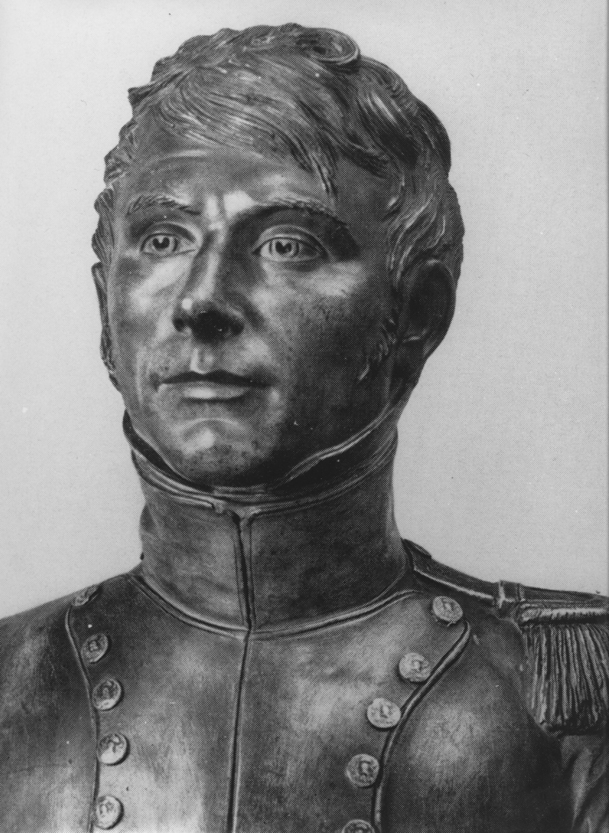
Général Mireur, 1770-1798, terre cuite anonyme, Montpellier, Faculté de médecine.

### De Montpellier (17 juin 1792) à Marseille (23 juin 1792)
Le 17 juin 1792, une cérémonie funèbre a lieu à Montpellier sur l'esplanade en l'honneur du maire d'Étampes, Jacques Guillaume Simonneau, assassiné au cours d'une récente émeute. L'absoute donnée par l’évêque Dominique Pouderous est suivie par le Chant de Guerre pour l'Armée du Rhin interprété par un envoyé de Strasbourg[pas clair].
Un délégué du Club des amis de la Constitution de Montpellier, le docteur François Mireur, venu coordonner les départs de volontaires du Midi vers le front, assiste à cette cérémonie et est « électrisé par son rythme exaltant ».
Après avoir prononcé un discours le 21 juin devant le Club des amis de la Constitution de Marseille, Mireur participe le lendemain à un banquet dont il est l'invité d'honneur. Prié de prononcer un nouveau discours, il entonne le chant entendu à Montpellier quelques jours plus tôt. Dans l'atmosphère patriotique qui règne alors, Mireur suscite l'enthousiasme de ses auditeurs.
Le texte est imprimé dès le lendemain par le Journal des départements méridionaux (daté du 23 juin 1792), dirigé par Alexandre Ricord. Ce périodique donne sur la seconde colonne de sa quatrième et dernière page le texte du Chant de guerre aux armées des frontières sur l'air de Sarguines. Cette édition locale de la future Marseillaise pose un problème par son titre et par sa référence à l'opéra-comique de Nicolas Dalayrac. Il est probable que les rédacteurs du journal ont voulu indiquer un air connu de leurs lecteurs offrant une certaine ressemblance avec celui de Rouget de Lisle.
François Mireur reparti de Marseille vers Montpellier pour rejoindre le bataillon des volontaires de l'Hérault, fait par la suite une brillante mais brève carrière militaire, mourant avec le grade de général lors de l'expédition d'Égypte de Bonaparte, à l'âge de 28 ans.

### De Marseille à Paris (juillet 1792)
En juillet 1792, un tiré à part de ce chant est distribué aux volontaires marseillais qui vont le chanter tout au long de leur marche vers Paris.
De la rue Thubaneau aux Champs-Élysées, le chant de Rouget de Lisle devient l'« hymne des Marseillais » et bientôt La Marseillaise.
Deux journaux parisiens impriment cependant les paroles du chant avant l'arrivée des Marseillais à Paris. La Trompette du Père Duchêne d'Antoine Lemaire publie le 23 juillet la lettre d'un correspondant de Huningue qui contient le chant avec son titre d'origine : « Chant de guerre pour l’armée du Rhin, dédié au maréchal Luckner ». Le Courrier des LXXXIII départemens de Gorsas publie le chant sans titre le 28 juillet, affirmant qu'il a été interprété à l'occasion d'un banquet civique le 26 juillet. Les volontaires marseillais entrent à Paris le 30 juillet.

### De la Convention thermidorienne (1794) à la Commune (1871)
La Marseillaise est déclarée chant national par la Convention le 14 juillet 1795, un an après la chute de Robespierre et la fin de la Terreur (27 juillet 1794/9 Thermidor an II). Mais elle est alors concurrencée par un autre chant patriotique écrit en 1795 en réaction contre la Terreur, le Réveil du Peuple.
Sous l'Empire, Napoléon lui préfère Veillons au salut de l'Empire ainsi que le Chant du départ et la Marche consulaire. Mais il n'y a pas d'interdiction formelle de La Marseillaise.
La Restauration essaye de promouvoir l'ancien air populaire Vive Henri IV ! comme hymne de la monarchie française rétablie. L'air d'André Grétry, Où peut-on être mieux qu’au sein de sa famille ? que la famille royale affectionne, tient aussi lieu d'hymne non officiel.
La Marseillaise est reprise après la révolution de 1830 et l'avènement de Louis-Philippe. Hector Berlioz en compose une nouvelle version (H15A) pour solistes, deux chœurs et orchestre (1830), régulièrement interprétée depuis.
En 1871, La Marseillaise de la Commune de Mme Jules Faure devient l'hymne de la Commune de Paris.

### Sous laIIIeRépublique (1875-1940)
Les élites politiques du début des années 1870 (Thiers, etc.) soucieuses d'ordre moral, considèrent La Marseillaise comme une chanson blasphématoire et subversive et, après de longues hésitations, commandent en 1877 à Charles Gounod la musique d'un hymne qu'il compose sur des paroles du poète patriote Paul Déroulède, Vive la France, un chant de concorde plus pacifique que La Marseillaise.
Mais, après la défaite du président MacMahon, les républicains opportunistes qui arrivent au pouvoir (Ferry), aiguillonnés par les radicaux (Gambetta), redécouvrent les vertus émancipatrices de La Marseillaise et en font l'hymne national par la loi de 14 février 1879, sous la présidence de Jules Grévy, en s'appuyant sur le décret du 14 juillet 1795 qui est présenté comme toujours en vigueur.
Une version officielle est adoptée par le ministère de la Guerre en 1887.
Maurice-Louis Faure, ministre de l'Instruction publique, instaure en 1911 l'obligation de l'apprendre à l'école.

### Sous le régime de Vichy et l'occupation allemande (juillet 1940-juin 1944)
Pendant l'occupation allemande (1940-1944), l'interprétation publique de La Marseillaise est contrôlée par les autorités allemandes et par le régime de Vichy. Le chef de l'État, Philippe Pétain, choisit de ne conserver qu'un certain nombre de strophes en fonction de leur pertinence par rapport à son projet politique (« Travail, famille, patrie »), notamment celles commençant par « Amour sacré de la patrie » et « Allons enfants de la patrie ». On jouait l'hymne chaque fois que le Maréchal faisait un discours ou qu'il se rendait dans une ville. En 1941, François Darlan, chef du gouvernement de Vichy, demande que l'hymne et le drapeau soient honorés comme il sied à des symboles de la nation. Une demande d'autorisation sera désormais exigée pour chanter l'hymne (sauf, toutefois, si un représentant du gouvernement est présent). Cette mesure vise à donner au régime le monopole de l'hymne et à empêcher la Résistance de se l'approprier. Cela n'empêchera pas pour autant les boîtes de nuit parisiennes de mêler quelques bribes de Marseillaise à leurs morceaux en défi à l'occupant allemand.

### De la Libération à nos jours
Une circulaire de septembre 1944 du ministère de l'Éducation nationale préconise d'en pratiquer le chant dans toutes les écoles, pratique qui est dorénavant obligatoire à l'école primaire (proposition de loi du 19 février 2005, adoptée le 23 avril 2005, modifiant l'article L321-3 du Code de l'éducation).
Les Constitutions de 1946 (IVe République) et de 1958 (Ve République) conservent La Marseillaise comme hymne national (article 2 de la Constitution de la Cinquième République française).
Du fait des évolutions actuelles de la société (individualisation, démythification du « roman national »), La Marseillaise est parfois remise en question comme trop guerrière, xénophobe, etc.

## La Marseillaise, chant révolutionnaire dans le monde
La Marseillaise n'est pas seulement l’hymne français. Comme chant révolutionnaire de la première heure, elle est reprise et adoptée par nombre de révolutionnaires sur tous les continents.
Il existe une version vénitienne (Biblioteca Civica A. Hortis Trieste-Italie) datant de juin 1797 publiée à Padoue à la même date en langue italienne (texte original italien) pour fêter la chute de la république Serenissima des doges de Venise en mai 1797 précipitée par le général Napoléon Bonaparte.
Une adaptation en russe, La Marseillaise des travailleurs, publiée en 1875, est réalisée par le révolutionnaire Piotr Lavrov. Vers 1900, ceux qui la chantent en public en Russie sont arrêtés par la police. Ce qui explique qu'après la révolution d'Octobre, les bolcheviks l'adoptent pour hymne en 1917, avant de reprendre un autre chant révolutionnaire français : L'Internationale. En avril 1917, lorsque Lénine retourne en Russie, il est accueilli à Pétrograd au son de La Marseillaise. L'Internationale remplace progressivement La Marseillaise chez les révolutionnaires socialistes, parce qu'étant devenue l'hymne national français, elle est maintenant associée au pouvoir étatique de la France.
En 1920, l'anarcho-communiste Erich Mühsam ayant participé à la République des conseils de Bavière en 1919, a écrit un poème sur l'air de la Marseillaise au sujet des conseils ouvriers comme organes de la révolution socialiste. Ce poème se nomme La Marseillaise des conseils ouvriers (Räte-Marseillaise).
En 1931, à l'avènement de la Seconde République espagnole, certains Espagnols ne connaissant pas leur nouvel hymne (Himno de Riego) accueillent le nouveau régime en chantant La Marseillaise, dans une version espagnole ou catalane.
Mao la fait chanter lors de la Longue Marche en 1935 et elle est enseignée dans les écoles jusque dans les années 1970.
La Marseillaise socialiste est l'hymne du président chilien Salvador Allende. Après son assassinat, elle est interdite par le régime d'Augusto Pinochet.
Durant la Seconde Guerre mondiale, la loge maçonnique Liberté chérie, créée dans les camps de concentration nazis, tire son nom de cet hymne des combattants de la liberté.
Le carillon de l'hôtel de ville de Cham (Bavière) sonne La Marseillaise en mémoire du général Nicolas Luckner (1722-1794).[réf. nécessaire]

## Les paroles

### Évolution du texte
Le texte de La Marseillaise a subi plusieurs modifications. On compte aujourd'hui six couplets et un couplet dit « des enfants ». Seul le premier couplet est chanté lors des événements. Néanmoins lors des commémorations le sixième couplet et celui des enfants sont souvent interprétés en complément. Un deuxième couplet « des enfants » a été ajouté ultérieurement mais ne fait pas partie de la version « officielle ». C'est le 15e et dernier couplet de la version complète. Enfin, eu égard à son caractère religieux, le 8e couplet a été supprimé par Joseph Servan, ministre de la Guerre, en 1792. Il existe six autres couplets supplémentaires pour la version complète dont le 11e et le 12e qui évoquent l'Europe et les droits de l'homme.
Sur le manuscrit autographe de Rouget de Lisle, reproduit sur le site de l'Assemblée nationale, on remarque que certains « nos » originaux ont été remplacés dans la version « officielle » par « vos » : « Ils viennent jusques dans nos bras / Égorger nos fils, nos compagnes ! » On y voit clairement le refrain noté comme deux alexandrins : « Aux armes, citoyens, formez vos bataillons, / Marchez, qu'un sang impur abreuve nos sillons. », les verbes « marchez » et « formez » étant tous deux à la 2e personne du pluriel. La transcription « officielle » est pourtant sur cinq vers avec une 1re personne du pluriel « Marchons, marchons », qui tenterait d'établir une rime avec « bataillons » et « sillons ».
En réalité, Rouget de Lisle était capitaine. En qualité d'officier, il commandait ses hommes, d'où la 2e personne de l'impératif. Néanmoins, La Marseillaise est une marche et on peut imaginer que les soldats en manœuvre en reprenaient le refrain, en chantant « marchons » et non « marchez ». Cette version se serait imposée par transmission orale.

### Texte de la version officielle
La version dite « officielle » est la suivante :
| La Marseillaise |
| --- |
| Premier couplet |
| Allons, enfants de la Patrie, Le jour de gloire est arrivé ! Contre nous de la tyrannie L'étendard sanglant est levé, (bis) Entendez-vous dans les campagnes Mugir ces féroces soldats ? Ils viennent jusque dans vos bras Égorger vos fils, vos compagnes !                              |
| Refrain : |
| Aux armes, citoyens, Formez vos bataillons, Marchons, marchons ! Qu'un sang impur Abreuve nos sillons ! |
| Couplet 2 |
| Que veut cette horde d'esclaves, De traîtres, de rois conjurés ? Pour qui ces ignobles entraves, Ces fers dès longtemps préparés ? (bis) Français, pour nous, ah ! quel outrage ! Quels transports il doit exciter ! C'est nous qu'on ose méditer De rendre à l'antique esclavage !       |
| Refrain |
| Couplet 3 |
| Quoi ! des cohortes étrangères Feraient la loi dans nos foyers ! Quoi ! ces phalanges mercenaires Terrasseraient nos fiers guerriers ! (bis) Grand Dieu ! par des mains enchaînées Nos fronts sous le joug se ploieraient ! De vils despotes deviendraient Les maîtres de nos destinées ! |
| Refrain |
| Couplet 4 |
| Tremblez, tyrans, et vous, perfides, L'opprobre de tous les partis, Tremblez ! vos projets parricides Vont enfin recevoir leurs prix ! (bis) Tout est soldat pour vous combattre, S'ils tombent, nos jeunes héros, La terre en produit de nouveaux, Contre vous tout prêts à se battre !  |
| Refrain |
| Couplet 5 |
| Français, en guerriers magnanimes, Portez ou retenez vos coups ! Épargnez ces tristes victimes, À regret s'armant contre nous. (bis) Mais ces despotes sanguinaires, Mais ces complices de Bouillé, Tous ces tigres qui, sans pitié, Déchirent le sein de leur mère !                     |
| Refrain |
| Couplet 6 |
| Amour sacré de la Patrie, Conduis, soutiens nos bras vengeurs. Liberté, Liberté chérie, Combats avec tes défenseurs ! (bis) Sous nos drapeaux que la victoire Accoure à tes mâles accents, Que tes ennemis expirants Voient ton triomphe et notre gloire !                                |
| Refrain |
| Couplet 7 (dit « couplet des enfants ») |
| Nous entrerons dans la carrière Quand nos aînés n'y seront plus, Nous y trouverons leur poussière Et la trace de leurs vertus (bis) Bien moins jaloux de leur survivre Que de partager leur cercueil, Nous aurons le sublime orgueil De les venger ou de les suivre.                      |
| Refrain |

### Le septième couplet (dit «des enfants»)
Rouget de Lisle n’ayant écrit que six couplets, le site officiel de l’Élysée indique que l’auteur du 7e couplet reste inconnu.
Dans son ouvrage posthume Sous le bonnet rouge de sa collection « La Petite Histoire », paru en 1936, G. Lenotre rapporte la rumeur viennoise traditionnelle, selon laquelle ce couplet aurait été composé par l’abbé Antoine Pessonneaux. Cette version a été reprise par Claude Muller dans Les Mystères du Dauphiné. Selon lui, l'abbé, professeur de rhétorique au collège de Vienne de 1788 à 1793 né à Lyon le 31 janvier 1761, jugeant que le texte était incomplet, puisqu'il n'évoquait pas les nouvelles générations, écrivit le « couplet des enfants » qu'il fit chanter par les élèves lors de la fête de la Fédération du 14 juillet 1792 en présence de la population et de soldats de bataillon de fédérés marseillais alors en transit dans la ville. Ce couplet passa ensuite à Paris, grâce au député Benoît Michel de Comberousse. Traduit devant le tribunal à Lyon — le 1er janvier 1794 (12 nivôse an II) selon G. Lenotre —, l'abbé aurait été sauvé de la mort en se présentant comme l'auteur du septième couplet de La Marseillaise. L'abbé Pessonneaux est mort le 10 mars 1835.
Un autre personnage, Louis Du Bois, ancien sous-préfet né à Lisieux le 16 novembre 1773, mort le 9 juillet 1855, en a clairement revendiqué la paternité dans sa Notice sur La Marseillaise publiée en 1848 : « Au mois d'octobre 1792, j'ajoutai un septième couplet qui fut bien accueilli dans les journaux : c'est le couplet des Enfants, dont l'idée est empruntée au chant des Spartiates, rapporté par Plutarque ». Cette revendication est également mentionnée par Claude Muller.

### Les huit couplets supplémentaires[64]
Dieu de clémence et de justice,

Vois nos tyrans juge nos cœurs !

Que ta bonté nous soit propice,

Défends-nous de ces oppresseurs !

Tu règnes au ciel et sur terre

Et devant toi tout doit fléchir.

De ton bras, viens nous soutenir,

Toi, grand Dieu, maître du tonnerre.

Peuple français, connais ta gloire, 

Couronné par l'Égalité,

Quel triomphe, quelle victoire

D'avoir conquis la Liberté !

Le Dieu qui lance le tonnerre

Et qui commande aux éléments

Pour exterminer les tyrans

Se sert de ton bras sur la terre.

Nous avons de la tyrannie

Repoussé les derniers efforts ;

De nos climats elle est bannie,

Chez les Français les rois sont morts.

Vive à jamais la République !

Anathème à la royauté !

Que ce refrain partout porté,

Brave des rois la politique.

La France que l'Europe admire

A reconquis la Liberté

Et chaque citoyen respire

Sous les lois de l'Égalité.

Un jour son image chérie

S'étendra sur tout l'univers.

Peuples, vous briserez vos fers

Et vous aurez une Patrie !

Foulant au pied les droits de l'Homme,

Les soldatesques légions

Des premiers habitants de Rome

Asservirent les nations.

Un projet plus grand et plus sage

Nous engage dans les combats

Et le Français n'arme son bras

Que pour détruire l'esclavage.

Oui ! déjà d'insolents despotes

Et la bande des émigrés

Faisant la guerre aux Sans-Culottes

Par nos armes sont altérés.

Vainement leur espoir se fonde

Sur un fanatisme irrité ;

Le signe de la Liberté

Fera bientôt le tour du monde !

O vous ! que la gloire environne,

Citoyens, illustres guerriers,

Craignez, dans les champs de Bellone,

Craignez de flétrir vos lauriers !

Aux noirs soupçons inaccessibles

Envers vos chefs, vos généraux,

Ne quittez jamais vos drapeaux

Et vous resterez invincibles.

Enfants, que l'Honneur, la Patrie

Fassent l'objet de tous nos vœux !

Ayons toujours l'âme nourrie

Des feux qu'ils inspirent tous deux !

Soyons unis ! Tout est possible ;

Nos vils ennemis tomberont,

Alors les Français cesseront 

De chanter ce refrain terrible.

## Statut juridique

### La Marseillaisedans la Constitution de 1958
L'article 2 de la Constitution de la République française dispose que « l'hymne national est La Marseillaise ».
Le 24 janvier 2003, l'ensemble des députés adopte, dans le cadre de la loi d'orientation et de programmation pour la sécurité intérieure (Lopsi), un amendement créant le délit d'« outrage » au drapeau français et à l'hymne national, La Marseillaise, délit sanctionné par un emprisonnement de 6 mois et 7 500 euros d'amende. Un certain nombre de citoyens et d'associations de défense des droits de l'homme se sont insurgés contre ce qu'ils considèrent comme une atteinte manifeste à la liberté d'expression et contre le flou entretenu par le mot « outrage »,.
Le Conseil constitutionnel en limite les possibilités d'application :

« […] Sont exclus du champ d'application de l'article critiqué les œuvres de l'esprit, les propos tenus dans un cercle privé, ainsi que les actes accomplis lors de manifestations non organisées par les autorités publiques ou non réglementées par elles ; que l'expression « manifestations réglementées par les autorités publiques », éclairée par les travaux parlementaires, doit s'entendre des manifestations publiques à caractère sportif, récréatif ou culturel se déroulant dans des enceintes soumises par les lois et règlements à des règles d'hygiène et de sécurité en raison du nombre de personnes qu'elles accueillent. »

L'utilisation de l'hymne est interdite dans les clips vidéos des campagnes politiques depuis 1988 afin d'éviter son instrumentalisation.

### Dans les écoles
À partir de 1985, l'hymne est enseigné lors du programme d'éducation civique obligatoire.
La loi Fillon, visant à réformer l'éducation et adoptée en mars 2005, a rendu obligatoire l'apprentissage de La Marseillaise dans les classes maternelles et primaires à partir de la rentrée 2005. On retrouve l'obligation d'enseigner l’hymne national dans d'autres pays, comme les États-Unis, la Serbie ou encore l’Autriche.
En 2011, une circulaire rappelle que l'apprentissage de l'hymne est obligatoire et précise que cela a lieu en classe de CM1, soit vers neuf ou dix ans.
En 2015, un arrêté demande que l'hymne soit étudié à partir du cycle 2, de six à neuf ans.

## Interprètes, adaptations, réutilisations

### Interprètes
Pierre Dupont (1888-1969), chef de la musique de la Garde républicaine de 1927 à 1944, compose l'arrangement officiel de l'hymne national. C'est cette version qui est encore actuellement en usage.
Mais La Marseillaise a eu de nombreux interprètes, dont :
- Claude Balbastre, variations sur le thème de la Marseillaise : Marche des Marseillois et l’Air Ça ira Arrangés pour le Forte Piano / Par le Citoyen Balbastre / Aux braves défenseurs de la République française l’an 1792 1er de la République (Paris 1793) ;
- Jean-Louis Murat qui réarrange et interprète l'hymne, avec les chœurs de Jeanne Cherhal et Fred Jimenez, pour le film The end, etc de Laetitia Masson en 2013[73] ;
- Fédor Chaliapine qui l'a chantée plusieurs fois en Russie ou en France mais en a fait un seul enregistrement entre 1911 et 1914[74] ;
- Johnny Hallyday, le 14 juillet 1963 à Trouville[75];
- The Beatles, ils ne la chantent pas mais les premières notes de l'hymne national français sont jouées (cuivres) pour l’introduction de leur titre de 1967 All You Need Is Love, immédiatement suivies des mots « love, love, love »[76] ;
- Intro et petite évocation aussi sur le titre Frog princess du groupe The Divine Comedy (1996) ;
- Michel Sardou (1976 et 1988) ;
- Marc Cerrone, à la fin de son titre Rocket in the Pocket tiré de l'album Je Suis Music (1978), en référence à ses concitoyens français l'ayant déprécié, à l'inverse des États-Unis où il s'est depuis établi ;
- Serge Gainsbourg (1979) sous le titre de Aux armes et cætera. Il s'agit d'une version reggae qui déclencha de nombreux émois. Le 4 janvier 1980, à Strasbourg, au cours de l'une de ses représentations, des parachutistes le prirent à partie et distribuèrent des tracts auprès du public, mais Gainsbourg prit le micro, énonça être un insoumis, avoir dû annuler le concert du fait de la défection de ses musiciens jamaïcains effrayés par l'ambiance ainsi que par des alertes à la bombe et après avoir déclaré redonner son « sens initial » à La Marseillaise l'entonna a cappella, contraignant ainsi plusieurs dizaines de porteurs de bérets rouges à se mettre au garde-à-vous. Gainsbourg termina la prestation en leur adressant un bras d'honneur avant de se retirer. En décembre 1981, Serge Gainsbourg acheta un manuscrit original de 1833 du Chant de guerre pour l'armée du Rhin lors d'une vente aux enchères : « J'étais prêt à me ruiner », déclara-t-il[77] ;
- Oberkampf, version punk en 1983 ;
- Plácido Domingo ; ténor, (arrangements Hector Berlioz), Chœur et Orchestre de Paris, dir Daniel Barenboim, enregistrement CD Deutsch Grammophon 1984 report 2019 ;
- Jessye Norman, pour la célébration du bicentenaire de la Révolution (1989) ;
- Nino Ferrer, avec les Voix des Gens de Montcuq en Quercy, 45 tours (1989) ;
- Claude Bolling, version jazz, The Victory Concert, 1994 ;
- Jean-Loup Longnon, version brésilienne dans l’album Cyclades, 1996 ;
- Big Red (1999) avec le titre Aux armes etc. tiré de l'album Big Redemption. C'est une version reggae-ragga en clin d'œil à celle de Gainsbourg ;
- Yannick Noah avec les Enfoirés pour Les Restos du cœur de 1999[75] ;
- Laibach (sur l'album Volk, sorti en 2006, chants partiellement en anglais) ;
- Amel Bent (2007) ; sous le titre Nouveau Français ;
- Mireille Mathieu l'interprète sur la scène du Bolchoï à Moscou avec les Chœurs de l'Armée rouge en 1976, avec la Garde républicaine le 14 juillet 1989 à l'arc de triomphe de l'Étoile et le 6 mai 2007 sur la place de la Concorde après l'élection de Nicolas Sarkozy ;
- Psy 4 de la rime (introduction de Jeunesse France, sorti en 2008) ;
- Lââm, le 14 octobre 2008, a interprété La Marseillaise sous les sifflets lors d'un match de football France – Tunisie[78] ;
- Stéphane Grappelli et Django Reinhardt au sein du Quintette du Hot Club de France, titre traduit en anglais Echoes of France[79] ;
- Marcel Mouloudji ;
- Marc Ogeret ;
- Édith Piaf ;
- Graeme Allwright, dans une version où les paroles sont changées et adoptent des propos de paix et de liberté ;
- Ben Heppner, sur un disque d'airs français ;
- Roberto Alagna, dans un récital d'airs français ;
- Carl Davis, à la tête du Wren Orchestra de Londres, Teaching the Marseillaise, pour la présentation du film d'Abel Gance Napoleon (Silva Screen, FILMCD 149) ;
- Igor Stravinsky en a fait une transcription pour le violon solo ;
- Angelo Debarre et Boulou Ferré sur Django 100 ;
- Coco Briaval dans une version pour guitares manouches en 1979, La Marseillaise-L'Internationale (45 tours Unidisc), censurée par l'ORTF ;
- Valéry Giscard d'Estaing avec son accordéon[75] ;
- William Sheller reprend le refrain « Allons enfants de la patrie, le jour de gloire… » dans sa chanson La navale, sur l'album Albion (1994) ;
- Vincent Niclo ;
- Sarah Schachner, dans la bande originale du jeu vidéo Assassin's Creed Unity. La Marseillaise peut être entendue en fond musical dans le titre Rather Death Than Slavery (2014) ;
- Olivier Latry, organiste titulaire de la cathédrale Notre-Dame de Paris, le 15 novembre 2015, lors de la messe « en mémoire des victimes des attentats du 13 novembre 2015 et pour la France » ;
- François Ruffin et le groupe La Horde 2019[80];

- Arsène Wenger, ancien entraîneur de l'équipe de football Nagoya Grampus, de Nagoya (Japon), lui ayant fait gagner la Coupe du Japon de football, les supporters de cette équipe encouragent encore aujourd'hui leur équipe sur l'air de La Marseillaise;

- Les supporters du Séville FC encouragent leur équipe avec La Marsellesa. Ce chant utilise la musique de la Marseillaise[réf. souhaitée];
- Axelle Saint-Cirel lors des JO 2024.

### Réemplois non parodiques
À partir d'un certain moment, l'air et la trame de construction de La Marseillaise étant connus d'un large public, il était tentant et commode d'inscrire des couplets proches, sur le même air, pour la défense et l'illustration d'une cause. C'est ce que firent certains auteurs qui, en agissant ainsi, ne prétendaient pas nécessairement parodier l'hymne original. Ce fut, par exemple, le cas de Léo Taxil, en 1881, qui rédigea Le chant des électeurs, plus connu sous le nom de la Marseillaise anticléricale. C'était une chanson politique, comique, violemment anticléricale, appelant à voter aux élections pour le Parti radical.
Dès 1792, de très nombreux compositeurs se livrent à des adaptations du thème :« outre l'harmonisation, sont apparus en France et à l'étranger : variation, insertion, superposition contrapuntique et même développement symphonique avec Le Patriote de Cambini ».
Sous la Terreur, la compositrice et marquise Hélène de Montgeroult sauve sa tête de la guillotine en improvisant au piano-forte sur le thème de La Marseillaise.
Claude Balbastre écrit des variations sur le thème : Marche des Marseillois et l’Air Ça ira / Arrangés pour le Forte Piano / Par le Citoyen C. Balbastre / Aux braves défenseurs de la République française l’an 1792 1er de la République.
Jean-Jacques Beauvarlet Charpentier écrit dans les années 1790 une Marche des Marseillois avec Variations pour orgue.
Jean-Baptiste Devaux compose en 1794 une Symphonie concertante, ponctuée de chants patriotiques, La Marseillaise et Ça ira.
Giuseppe Maria Cambini a pris le thème à Airs patriotiques pour deux violons, où il est cité et repris avec variations, avec d'autres mélodies patriotiques. On trouve aussi dans la même période François-Joseph Gossec avec Offrandes à la liberté (1792), 
Giovanni Battista Viotti avec Six quatuors d'air connus, dialogués et variés, op. 23 (1795), aux côtés de Ferdinand Albert Gautier (organiste de la Basilique Saint-Denis), Albert Gautier, et de nombreux autres.
Il existe aussi plusieurs Marseillaises des francs-maçons, dont celle écrite par le frère Jouy de l'Orient de Toulouse en 1792 et la Nouvelle Marseillaise du frère Delalande en 1796 pour une autre loge maçonnique, celle de l'Orient de Douay. Un autre couplet peu connu intitulé « À l'arbre de la Liberté » est attribué à Collot d'Herbois.
Antonio Salieri utilise le thème de La Marseillaise dans l'ouverture de sa cantate profane Der Tyroler Langsturm en 1799.
L'air de l'hymne officieux du royaume de Wurtemberg rappelle La Marseillaise mais les paroles dues à Justinus Kerner sont d'une tout autre inspiration. Cet hymne a pour titre : Preisend mit viel schönen Reden ou Der rechte Fürst.
Au stade Bollaert-Delelis à Lens, La Marseillaise lensoise accompagne l'entrée des joueurs en première mi-temps et reprend le premier couplet ainsi que le refrain, l'adaptant à un chant de supporter.
En 1830, Hector Berlioz arrange l'hymne dans une première version pour grand orchestre, double chœur, et « tout ce qui a une voix, un cœur et du sang dans les veines,. ». Il en réalise une seconde version pour ténor solo, chœur et piano, en 1848.
La même année, le compositeur italien Ferdinando Carulli publie son op. 330, des Variations sur La Marseillaise pour guitare solo
En 1839, Schumann inclut une citation des premières notes de La Marseillaise dans le premier mouvement du Carnaval de Vienne, par défi envers Metternich qui en avait interdit toute exécution à Vienne. Schumann l'évoquera également dans l'ouverture de Hermann et Dorothée en 1851 (opus 136) et dans Les Deux Grenadiers.
En 1848, la Marseillaise des cotillons est un hymne féministe de L. de Chaumont publié dans La République des femmes, journal des cotillons et organe des Vésuviennes, jeunes femmes suivant la tradition saint-simonienne d'émancipation féminine.
En 1867, peu après la guerre de Sécession, La Marseillaise noire, version militante contre l'esclavage fut écrite par Camille Naudin, un afro-américain de la Nouvelle-Orléans, d'origine française. Cette version ne doit pas être confondue avec celle de Lamartine pour sa pièce Toussaint-Louverture, et encore moins avec le poème de Louise Michel, sans rapport avec l'esclavage.
En 1871, le texte de l'hymne ouvrier l'Internationale fut probablement écrit à l'origine sur l'air de la Marseillaise, qui a la même coupe (écouter ici La Marseillaise de la Commune)
Il fallut attendre 1888 pour que fût composé l'air actuel de l'Internationale, par Pierre Degeyter. En 1979, Coco Briaval enregistra ces deux œuvres sur un disque 45 tours, La Marseillaise - l'Internationale, paru chez Unidisc.
En 1872, le compositeur hongrois Franz Liszt a composé une fantaisie pour piano sur l'air de la Marseillaise.
En 1880, le thème de La Marseillaise a été repris par Piotr Ilitch Tchaïkovski dans son Ouverture solennelle 1812 opus 49 célébrant la victoire russe de 1812 sur les armées napoléoniennes. On peut y entendre les premières notes de la mélodie utilisées comme motif mélodique récurrent, en opposition aux thèmes mélodiques de différents chants patriotiques russes.
Vers 1888 une version boulangiste fut composée.
À l'occasion du 1er mai 1891, le mineur Séraphin Cordier a écrit La Nouvelle Marseillaise des mineurs, hymne de protestation contre l'exploitation des mineurs.
En 1913, Claude Debussy termine son 2e Livre de Préludes pour piano par une pièce intitulée Feux d'artifice qui se conclut par une citation de quelques notes du refrain de La Marseillaise.
En 1914, Erik Satie introduit une brève citation des premières notes de la Marseillaise dans « Les Courses », treizième morceau de Sports et Divertissements.
Durant la Première Guerre mondiale, une version corse, La Corsica, fut composée par Toussaint Gugliemi : « Adieu, Berceau de Bonaparte / Corse, notre île de Beauté… »
En 1919, Igor Stravinsky compose un arrangement pour violon.
En 1929, Dmitri Chostakovitch l'a utilisé dans sa musique pour le film La Nouvelle Babylone, en la superposant parfois avec le french cancan d'Offenbach. De la même manière, en 1999, le compositeur polonais Wojciech Kilar a repris des fragments du thème de la Marseillaise dans le film Pan Tadeusz : Quand Napoléon traversait le Niémen, également dans le passage intitulé Rok 1812 (L'année 1812).
En 1942, un arrangement au ton dramatique de la Marseillaise sert de générique au film américain Casablanca de Michael Curtiz avec une musique de Max Steiner. Le thème est réutilisé au cours du film dans différents tons. Une des scènes du film voit par ailleurs la confrontation entre la Marseillaise et Die Wacht am Rhein, hymne officieux de l'Allemagne nazie.
En 1946, Django Reinhardt et le Quintette du Hot Club de France enregistrent Echoes of France, reprise de La Marseillaise.
En 1965, le saxophoniste Albert Ayler compose une œuvre intitulée Spirits rejoice reprenant la musique des couplets de La Marseillaise.
En 1967, dans la chanson All You Need Is Love, les Beatles se sont servis de l'intro de la Marseillaise pour illustrer le début de leur chanson.
En 1981, Mel Brooks en a aussi fait une reprise, en introduction, sur son morceau It's Good To Be The King.
Dans les années 1980, le pianiste Eric Heidsieck compose un Hommage à Rouget de Lisle. Paraphrase sur le thème de « La Marseillaise » à la manière de 23 compositeurs qu'il interprète en 1992 lors d'un concert en la cathédrale Saint-Louis-des-Invalides pour le bicentenaire de l'œuvre.
En 1992, pour le bicentenaire de La Marseillaise, Guy Reibel compose La Marseillaise des Mille (par référence à la Symphonie des Mille de Mahler), créée aux Invalides en juillet et faisant intervenir dix formations instrumentales et cinq cents chanteurs tous provenant de divers corps des armées françaises.
Pierre Cochereau, organiste titulaire du grand-orgue de Notre-Dame de Paris de 1955 à sa mort en 1984, a improvisé plusieurs pièces remarquables sur cet instrument, dont Prélude, Adagio et Choral varié (1968), Sortie de messe (1977)
Les fans de l'équipe de football de Manchester United reprenaient l'air de la Marseillaise en l'honneur d'Éric Cantona lorsqu'il jouait dans leur club, remplaçant « Aux armes citoyens ! » par « Oh ah, Cantona ! »
En 2006, CharlÉlie Couture a repris le thème musical dans une chanson intitulée Ma Marseillaise.
Le 21 juillet 2007, alors occupé à essayer de former un gouvernement, l'homme politique belge Yves Leterme l'entonne lorsqu’un journaliste de la RTBF lui demande de chanter La Brabançonne,, suscitant de nombreuses réactions dans la classe politique.
En 2012, la comédienne syrio-libanaise Darina Al Joundi crée le spectacle Ma Marseillaise.
En 2015, lors de la messe solennelle à Notre-Dame de Paris le dimanche 15 novembre en hommage aux victimes des attentats, Olivier Latry, l'un des 4 co-titulaires du grand-orgue, improvise une fin d'offertoire sur La Marseillaise
En 2018, pendant la finale de coupe du monde de football France/Croatie le 15 juillet, l'organiste anglais David Briggs improvise une Symphonie pour orgue sur le grand-orgue de la Cathédrale Saint-Étienne de Bourges
En 2020, le compositeur franco-américain Francis Kayali fait paraître Rouget (12 variations sur La Marseillaise) pour piano solo
L'Alliance populaire révolutionnaire américaine, principal parti politique péruvien, a repris l'air de la Marseillaise pour son hymne.
Le Parti socialiste du Chili utilise également la musique de la Marseillaise pour son hymne (La Marseillaise socialiste).

### Parodies
Comme tout chant ou chanson célèbre, la Marseillaise a été souvent parodiée par divers artistes ou confréries, à des fins humoristiques ou politiques. On peut citer, comme exemples :
- Le Retour du soldat, connue sous le nom de la Marseillaise de la Courtille, œuvre d'Antignac, parue en 1792, chez l'éditeur Frère ;
- Le 5 juillet 1793, La Marseillaise des Montagnards s'adresse aux sans-culottes des fédérés bretons[108] ;
- En 1794, la Marseillaise des Blancs est un chant contre-révolutionnaire pendant la Terreur ;
- En 1888, on trouve La Marseillaise des libres penseurs, chanson anonyme ;
- En 1891, Émile Voillequin écrit La Marseillaise fourmisienne[109] ;
- En 1893, Louis Pinède de Vals-les-Bains écrit La Marseillaise des catholiques ;
- En 1911, Gaston Couté écrit La Marseillaise des requins, qui dénonce le colonialisme[110] ;
- En 1914, les chansonniers stigmatisent le repli du gouvernement à Bordeaux par cette parodie : Aux gares, citoyens ! Montez dans les wagons ! signalé par Georges Blond, La Marne, Presses de la cité, 1962, p. 91 ;
- L'hymne de Springfield dans Les Simpson, le film en 2007 ;
- En 2008, Karl Zero oppose La Marseillaise et L'Internationale dans son film Sego et Sarko sont dans un bateau ;
- En 2009, Chanson Plus Bifluorée interprète la Marseillaise de la Paix. Cette version de la Marseillaise fut d’abord chantée dans l’orphelinat expérimental de Cempuis (Oise) dirigé par le pédagogue libertaire Paul Robin (1837-1912)[111].

On trouve aussi Le chant des blancs, une « Marseillaise milanaise », En avant peuple d'Italie, la Marseillaisa dos Peréreus, la Marseillaise des femmes, etc.
- Une version rugby anglais existe également[112],[113].

### Réemplois du nom de «Marseillaise»
Le nom même de « Marseillaise » a été employé au sens d'« hymne », dans divers textes ou chansons. Ainsi :
- La Marseillaise des vidangeurs est le nom alternatif, attesté en 1911[114], de la célèbre chanson estudiantine La Pompe à merde, mais celle-ci n'utilise ni l'air ni la structure de l'hymne national.

## Accueil et appréciations

### «L’hymne qu’on aime le plus reprendre en chœur»
Selon une étude faite par deux musicologues, l’air entraînant de La Marseillaise, le fait que le public puisse chanter à pleins poumons sans crainte de se tromper, rendent particulièrement accessible ce chant national. Ces chercheurs ayant comparé six hymnes nationaux sur la base d’une trentaine de variables (effort vocal requis, longueur des strophes, vocabulaire, etc.), il s'avère que La Marseillaise, devant les hymnes australien, allemand et canadien, se distingue par sa facilité à être chantée ; les hymnes américain et britannique étant, pour leur part, qualifiés par les musicologues de « véritables épreuves ».
Le musicologue Maurice Le Roux expliquait en 1972 que « Dans la Marseillaise ce qui projette les gens hors d'eux-mêmes ce sont les quatre premières notes. Le premier intervalle est une quarte, un intervalle considéré comme viril, comme fort (par exemple, toutes les interventions de Don Giovanni dans l'opéra de Mozart commencent par des quartes). C'est un intervalle ardent ! Les quatre premières notes de La Marseillaise forment ensemble l'intervalle le plus grand qu'en principe une voix peut chanter, c'est-à-dire une octave. On a dans ces quatre notes une sorte d'élan formidable. […] Il y a dans La Marseillaise tout ce qui est de plus caractéristique dans le langage musical européen du XVIIIe siècle. »

### Le «sang impur»: critiques et polémiques
Pour les articles homonymes, voir Sang impur (homonymie).

#### Thèse de la xénophobie
L’hymne national français, un des premiers chants des guerres de la Révolution française et un hymne à la liberté, suscite de nos jours en France des critiques et des polémiques, en particulier le vers « Qu'un sang impur abreuve nos sillons », dans lequel la sénatrice écologiste Marie-Christine Blandin, par exemple, voit l'expression d'une violente xénophobie.

#### Thèse de Dufourg (2003): le «sang impur» est celui des révolutionnaires
Au contraire, le professeur de lettres Frédéric Dufourg avance, dans son livre La Marseillaise (2003), une idée, reprise par l'essayiste Dimitri Casali qui « innocente » la phrase en question.
Selon lui, ce vers fait référence par antiphrase au « sang bleu » des aristocrates, sang « noble » et « pur », les révolutionnaires se désignant par opposition comme des gens de « sang impur », mais prêts à donner leur vie pour sauver la France trahie par la famille royale,.
Cette théorie, jamais soutenue auparavant, est rejetée par les historiens, qui la considèrent comme infondée. Pour Jean Jaurès comme pour Jean-Clément Martin,, Diego Venturino, Élie Barnavi, Paul Goossens, et Bernard Richard, du point de vue de Rouget de Lisle et des révolutionnaires en général, le « sang impur » est bel et bien celui de leurs ennemis contre-révolutionnaires. Les discours et les déclarations ainsi que l'iconographie d'époque, en sont la preuve catégorique :

« C'est au Dieu des armées que nous adressons nos vœux : notre désir est d'abreuver nos frontières du sang impur de l'hydre aristocrate qui les infecte : la terreur est chez eux et la mort part de nos mains. Citoyens ! nous serons vainqueurs,. »

— Lettre écrite par 45 volontaires du 3e bataillon de la Meurthe à la municipalité de Lunéville, 10 août 1792.

« J’ai démontré la nécessité d’abattre quelques centaines de têtes criminelles pour conserver trois cent mille têtes innocentes, de verser quelques gouttes de sang impur pour éviter d’en verser de très-pur, c’est-à-dire d’écraser les principaux contre-révolutionnaires pour sauver la patrie. »

— Jean-Paul Marat, Journal de la République française, 7 novembre 1792.

« Cette partie de la République française présente un sol aride, sans eaux et sans bois ; les Allemands s'en souviendront, leur sang impur fécondera peut-être cette terre ingrate qui en est abreuvée. »

— Dumouriez à la Convention nationale, 10 octobre 1792.

« Nous sommes ici à exterminer le restant des chouans, enfouis dans des bois ; le sang impur des prêtres et des aristocrates abreuve donc nos sillons dans les campagnes et ruisselle à grands flots sur les échafauds dans nos cités. Jugez quel spectacle est-ce pour un républicain animé, comme je le suis, du plus pur amour du feu le plus sacré de la liberté et de la patrie qui brûle dans mes veines. »

— Lettre de Cousin à Robespierre, à Cossé le 27 nivôse an II (16 janvier 1794).

« Eh bien, foutre, il n'en coûtera pas plus pour anéantir les traîtres qui conspirent contre la République. La dernière heure de leur mort va sonner ; quand leur sang impur sera versé, les aboyeurs de l'aristocratie rentreront dans leurs caves comme au 10 août. »

— Jacques-René Hébert, Le Père Duchesne

« Quel espoir peut rester à l’empereur et au roi d’Espagne depuis que la justice nationale a scellé la liberté française par le sang impur de ses tyrans ? »

— Jacques-Nicolas Billaud-Varenne à la Convention nationale, 20 avril 1794.

« Par toute la France le sang a coulé mais presque partout cela a été le sang impur des ennemis de la Liberté, de la Nation et qui depuis longtemps, s'engraissent à leurs dépens. »

— Napoléon Bonaparte, lettre à son frère Joseph, 9 août 1789.
En 1903, Jean Jaurès publie une défense des chants révolutionnaires socialistes, notamment de l'Internationale, à laquelle ses détracteurs opposent La Marseillaise. Tout en admirant ce chant, Jaurès en rappelle cependant la violence et analyse le passage sur le « sang impur » de façon assez poussée :

« Mais ce n'est pas seulement sur la forme que porte la controverse ; c'est sur les idées. Or, je dis que La Marseillaise, la grande Marseillaise de 1792, est toute pleine des idées qu'on dénonce le plus violemment dans L'Internationale. Que signifie, je vous prie, le fameux refrain du « sang impur » ? — « Qu'un sang impur abreuve nos sillons ! », l'expression est atroce. C'est l'écho d'une parole bien étourdiment cruelle de Barnave. On sait qu'à propos de quelques aristocrates massacrés par le peuple, il s'écria : « Après tout, le sang qui coule est-il donc si pur ? » Propos abominable, car dès que les partis commencent à dire que le sang est impur qui coule dans les veines de leurs adversaires, ils se mettent à le répandre à flots et les révolutions deviennent des boucheries. Mais de quel droit la Révolution flétrissait-elle de ce mot avilissant et barbare tous les peuples, tous les hommes qui combattaient contre elle ?

Quoi ! tous ces Italiens, tous ces Autrichiens, tous ces Prussiens qui sous le drapeau de leur gouvernement combattent la France révolutionnaire, tous les hommes qui, pour obéir à la volonté de leurs princes, c'est-à-dire à ce qui est alors la loi de leur pays, affrontent la fatigue, la maladie et la mort ne sont que des êtres vils ? Il ne suffit pas de les repousser et de les vaincre ; il faut les mépriser. Même la mort ne les protège pas contre l'outrage ; car de leurs larges blessures, c'est « un sang impur » qui a coulé. Oui, c'est une parole sauvage. Et pourquoi donc la Révolution l'a-t-elle prononcée ? Parce qu'à ses yeux tous les hommes qui consentaient, sous le drapeau de leur roi et de leur pays, à lutter contre la liberté française, espoir de la liberté du monde, tous ces hommes cessaient d'être des hommes ; ils n'étaient plus que des esclaves et des brutes. (…)

Et qu'on ne se méprenne pas : toujours les combattants ont essayé de provoquer des désertions chez l'ennemi. Mais ici il y a quelque chose de nouveau : c'est qu'aux yeux de la Révolution, le déserteur, quand il quitte le camp de la tyrannie pour passer dans le camp de la liberté, ne se dégrade pas, mais se relève au contraire ; le sang de ses veines s'épure, et il cesse d'être un esclave, une brute, pour devenir un homme, le citoyen de la grande patrie nouvelle, la patrie de la liberté, les déserteurs, bien loin de se méfier d'eux, elle les traite en citoyens. Elle ne se borne pas à leur jeter une prime, elle leur assure sur les biens nationaux des petits domaines et elle les inscrit, par là, dans l'élite révolutionnaire ; elle les enracine à la noble terre de France, elle leur réserve la même récompense qu'elle donne aux vétérans de ses propres armées. Bien mieux, elle les organise en bataillons glorieux, elle les envoie en Vendée pour combattre la contre-révolution, non pas comme des mercenaires mais comme des fils en qui elle met sa complaisance. Seul Marat, avec son bon sens irrité et son réalisme aigu, rappelle la Révolution à plus de prudence. « Que pouvez-vous attendre, écrit-il, des hommes qui, quoique vous en pensiez, ne sont venus à vous que pour de l'argent ? »

— Jean Jaurès, La Petite République socialiste, 30 août 1903.

#### À propos de la «xénophobie»: contextualisation de la formule «sang impur»
Selon Diego Venturino, l'expression « sang bleu » était inexistante au XVIIIe siècle ; à cette époque avoir le « sang pur » était synonyme de vertu et le « sang impur » de vice : « Lorsque les Révolutionnaires de la fin du XVIIIe siècle chantaient « marchons, marchons, qu'un sang impur abreuve nos sillons », voulaient-ils discriminer le sang pur de la race française du sang impur des étrangers ? ou bien évoquer les traîtres à la patrie et les ennemis des valeurs de la révolution en particulier, ces hommes qui sont devenus impurs par leur refus de la nouvelle religion révolutionnaire. Il s'agit là d'une genèse historique non biologique de la pureté ou de l'impureté ».
Pour Élie Barnavi et Paul Goossens « Rouget de Lisle utilisera cette notion de sang impur (dans La Marseillaise) mais sans l'associer à un peuple. Pour lui, le sang impur est celui de l'ennemi ».

Pour Jean-Clément Martin, les paroles de La Marseillaise sont à replacer dans le contexte de l'époque, où les diverses factions révolutionnaires sont fortement divisées et rivales. Rouget de Lisle, révolutionnaire monarchien, surenchérit dans la violence des paroles pour s'opposer à Marat et aux sans-culottes : 

« Le Chant de guerre de l'armée du Rhin, devenu quelques mois plus tard La Marseillaise, est une chanson initialement proposée en alternative aux couplets jugés dangereux de La Carmagnole qu'il fallait contrer dans l'esprit du compositeur Rouget de Lisle et de son promoteur le Strasbourgeois Dietrich. La chanson est popularisée, sur les routes vers Paris, par les fédérés marseillais, autant fervents patriotes que fermement opposés à Marat ! Selon un schéma fréquent au sein de toute période révolutionnaire, les divisions, d'origine politiques, sociales, culturelles, régionales aussi, ne jouent donc pas entre deux camps mais aussi à l'intérieur de chacun. Il faut ainsi comprendre la véhémence des paroles de La Marseillaise dénonçant la « horde d'esclaves » et poussant à répandre le « sang impur » des « complices de Bouillé » et des traîtres. Dans la lutte contre les « barbares », le plus révolutionnaire est le plus radical. On attend aussi que les troupes étrangères se rallient à la Révolution, rejoignant leurs frères véritables. Ce ne sera que par la suite que l'ennemi sera identifié à l'étranger et que la Révolution s'engagera dans une défense de l'identité nationale. »

— Jean-Clément Martin, Violence et Révolution : Essai sur la naissance d'un mythe national.

Toujours selon Jean-Clément Martin à propos de l’interprétation de Casali qui a depuis été largement véhiculée sur Internet : 

« Une interprétation aussi fausse que dangereuse, parce qu’elle nourrit la confusion des esprits, court à propos de l’expression « sang impur » dans la Marseillaise, pour faire de ce sang impur celui des « révolutionnaires », du « peuple » sacrifié pour la bonne cause. Les textes de l’époque démentent catégoriquement cette vision sacrificielle et a-historique. Il faut assumer son passé et éviter de le déformer, pour empêcher des dérives dramatiques. »

— Jean-Clément Martin, « Qu'un sang impur abreuve nos sillons » à propos d'une mauvaise querelle.
Éric Besson, alors ministre sous la présidence de Nicolas Sarkozy, a rappelé le sens de ces paroles de La Marseillaise sur France Inter le 8 février 2010 :

« Sur La Marseillaise, […] je pense que tous nos concitoyens et notamment les plus jeunes d’entre eux, doivent comprendre et connaître les paroles de La Marseillaise, et notamment pour une raison qui ne vous a pas échappé, c’est que la formule, la phrase « qu’un sang impur abreuve nos sillons » en 2010, elle n’a rien d’évident. Qu’est-ce qu’il faut expliquer ? Que le sang impur ce n’est pas le sang des étrangers, c’est historiquement le sang de ceux qui voulaient abattre la Révolution française, le sang de ceux qui voulaient mettre fin à notre République. »

### Propositions de révision du texte
Nombreuses furent les tentatives de réécriture du texte. Ainsi peut-on citer un poème d'Alphonse de Lamartine, La Marseillaise de la paix, la version avec le même titre de Paul Robin à la fin du XIXe siècle, la Franceillaise d'André Breton, L'hymne pour la jeune Europe de Muse Dalbray dans les années 1930, récemment les versions de Graeme Allwright, Christian Guillet, Philippe Dac, Pierre Ménager, Pascal Lefèvre, Aude Gagnier ou encore Édith de Chalon.
« Pour une Marseillaise de la Fraternité » fut une initiative conduite dans les années 1990 par le Père Jean Toulat pour obtenir une révision des paroles avec le soutien de personnes telles que l'abbé Pierre et Théodore Monod,.
En octobre 2007, Christine Boutin, présidente du Forum des républicains sociaux, a proposé de changer l'ordre des couplets de La Marseillaise en cas d'élection à la fonction présidentielle, afin de rendre l'hymne national « moins sanguinaire et moins révolutionnaire ».
Depuis longtemps déjà, plusieurs personnes et associations proposent des textes de révision de la Marseillaise et veulent organiser des concours ou des forums dans les écoles ou sur internet,,.

### Polémiques sur l'irrespect lors de matchs de football
L'interprétation de l'hymne en accompagnement de manifestations sportives auxquelles participent des représentants français a été, depuis les années 1990, l'occasion de certaines polémiques, principalement dans le domaine du football.
Une controverse, épisodique mais récurrente, concerne l'interprétation de l'hymne par les joueurs de l'équipe de France de football avant le début des rencontres. En 1996, durant le championnat d'Europe, Jean-Marie Le Pen déplore qu'une partie des membres de l'équipe de France, venus selon lui « de l'étranger », ne reprennent pas en chœur l'hymne national. Dans le courant des années 2000, la polémique autour de la nécessité ou non, pour des athlètes français, d'entonner La Marseillaise, refait surface au point de devenir un sujet de débat régulier. En 2010, la secrétaire d'État aux sports Rama Yade et sa ministre de tutelle Roselyne Bachelot s'expriment ainsi sur le sujet, la première jugeant qu'il ne faut pas imposer aux joueurs de chanter l'hymne avant les rencontres, la seconde émettant le souhait qu'il soit chanté,,. Une partie de la classe politique française réclame que les Bleus entonnent systématiquement La Marseillaise ; en 2010, le sélectionneur Laurent Blanc incite ses joueurs à reprendre l'hymne, soulignant que « les gens sont très sensibles à ce sujet ». Michel Platini rappelle pour sa part qu'il n'a jamais, au cours de sa carrière, chanté La Marseillaise, précisant qu'il aime la France mais pas cet « hymne guerrier qui n'a rien à voir avec le jeu ». En 2012, Noël Le Graët, président de la Fédération française de football, déplore que des joueurs de l'équipe de France ne chantent pas La Marseillaise, ce qui lui apparaît comme un « problème de savoir-vivre, de culture, de respect », et dit souhaiter que l'hymne, « sinon chanté », « soit au moins ressenti »,.
Parallèlement aux controverses sur l'attitude des sportifs représentant la France envers leur hymne national, La Marseillaise est à plusieurs reprises, durant les années 2000, l'objet d'outrages dans le contexte de matches de football, ce qui entraîne d'importantes polémiques publiques, puis des conséquences législatives. Le 6 octobre 2001, lors du match France – Algérie au stade de France qui a été par la suite interrompu par l'irruption sur le terrain des spectateurs, La Marseillaise avait été sifflée par une partie du public ; ceci avait provoqué une vive réaction à travers le pays. Au printemps 2002, certains supporters corses du Sporting Club bastiais avaient sifflé à nouveau l'hymne national à l'occasion de la finale de la Coupe de France, provoquant l'ire du président Jacques Chirac, qui avait décidé en conséquence de boycotter la remise du trophée au vainqueur. À la suite de ces affaires, en mars 2003, un amendement à la loi pour la sécurité intérieure crée en France le délit d'outrage au drapeau ou à l'hymne national.
Lors d'un déplacement en 2005 en Israël, comptant pour les qualifications pour le Mondial 2006, les spectateurs du stade Ramat-Gan de Tel-Aviv sifflent l'hymne français et conspuent Fabien Barthez tout au long de la partie. Le gardien des Bleus avait déclaré quelques jours auparavant qu'il avait peur de prendre un avion pour Israël et de loger dans un hôtel de la ville.
Ce type d'événement s'est reproduit lors des matchs amicaux de football France – Maroc, le 17 novembre 2007, et France – Tunisie, le 14 octobre 2008, là encore au stade de France. L'ambassade de Tunisie en France, sollicitée par la presse, émet un communiqué dont le dernier point invite à « éviter les amalgames afin de ne pas donner du grain à moudre aux intolérants de tous bords ».
Michel Platini, ancien capitaine international français et président de l'UEFA estime que ces sifflets représentent des « manifestations contre un adversaire d'un soir, en l'occurrence l'équipe de France » et « ne sont pas une insulte à la France ». Il déplore ce qu'il appelle la récupération politique qui est faite de ces sifflets, inhérents au monde du football et du sport en général. Il rappelle les manifestations de joie au lendemain de la victoire des « Black-Blancs-Beurs » de la coupe du monde de 1998, les drapeaux français tenus à bout de bras et la Marseillaise chantée par les supporters français.
La Marseillaise a également été sifflée, de même que le sélectionneur Raymond Domenech lors de l'apparition de son portrait sur écran géant dans le stade, par des supporters italiens lors du match Italie — France le 8 septembre 2007 et Tunisie — France en 2008, dans le cadre d'une rencontre de qualification pour l'Euro 2008 disputée à San Siro (Milan). Ces sifflements ont été commis en réponse aux attaques répétées du sélectionneur français dans la presse contre la sélection italienne avant ce match. Selon le sociologue Emmanuel Todd, ce type de manifestation lors des matchs de football qui survient en pleine crise financière en 2008 serait instrumentalisé par les hommes politiques pour masquer les réels problèmes que connaît la France comme la « crise de la démocratie » et les menaces qui pèsent sur son industrie.

## Représentations dans les arts plastiques
Dans le monde artistique, la scène de création de La Marseillaise est immortalisée, notamment dans le tableau d'Isidore Pils en 1849, conservé au Musée historique de Strasbourg. Ce thème appartenant à la mémoire nationale, de nombreuses copies de ce tableau seront réalisées par la suite par des artistes français, voire étrangers comme celle du peintre polonais Waléry Plauszewski exécutée en 1890 et exposée au musée de la Révolution française.
Une autre représentation de La Marseillaise a également été exécutée par Auguste de Pinelli en 1875 dont le tableau est conservé au musée de la Révolution française.

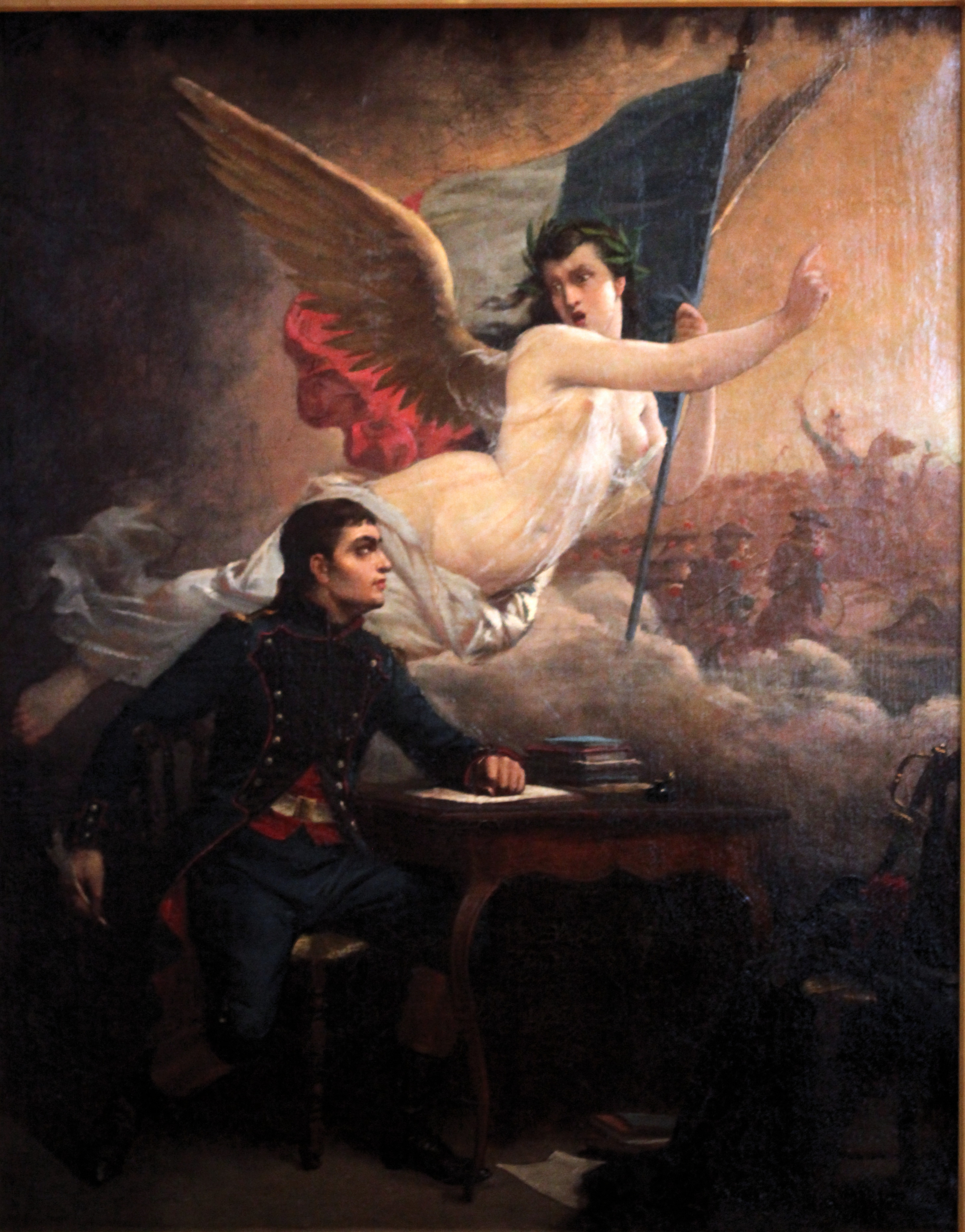
Rouget de Lisle composant la Marseillaise, 1875, Auguste de Pinelli, (musée de la Révolution française).
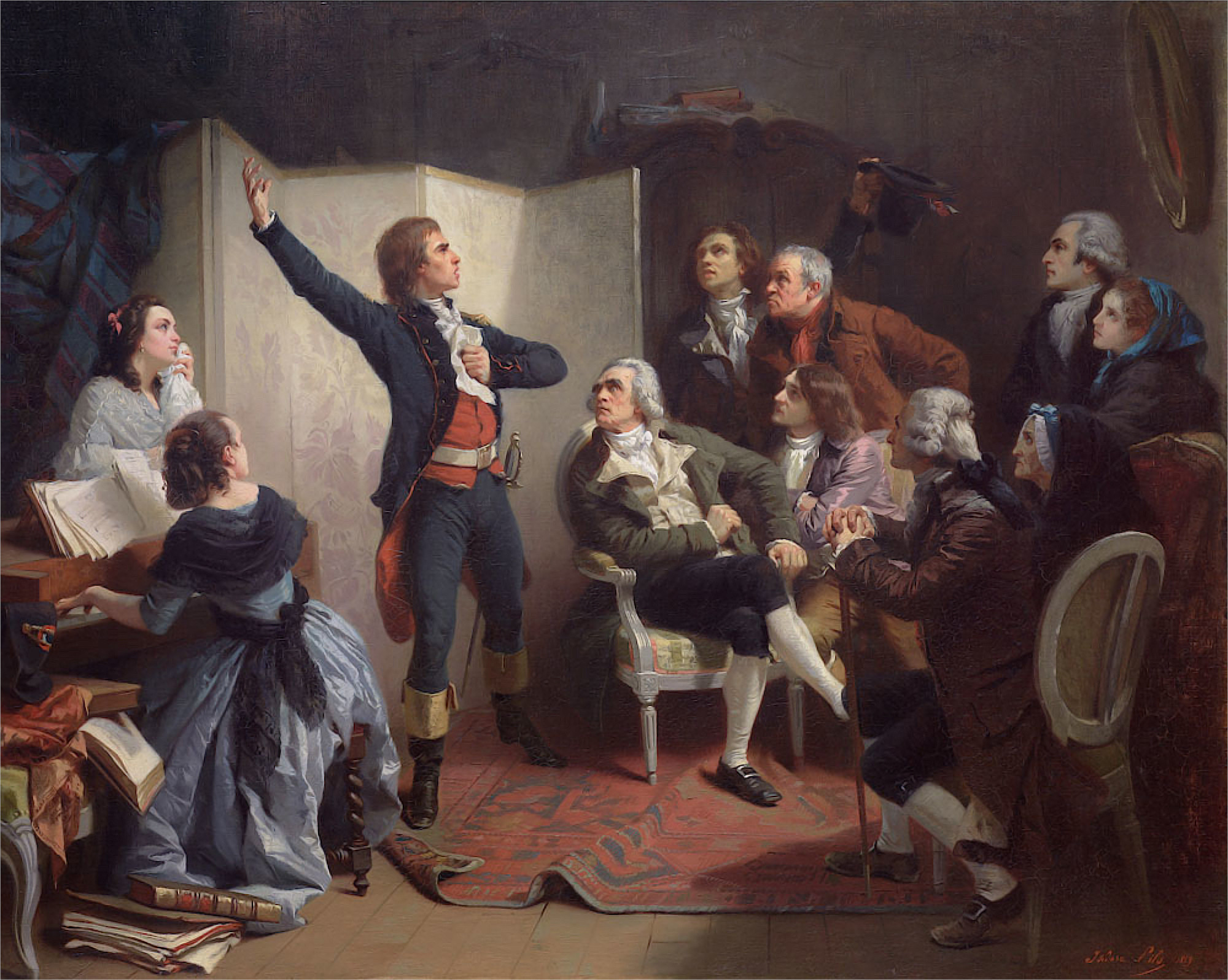
Rouget de Lisle chantant la Marseillaise, 1849, Isidore Pils, (musée historique de Strasbourg).

### Exposition
En 2021 et 2022, une exposition commune sur le thème de la Marseillaise est présentée successivement au musée de la Révolution française du 25 juin au 4 octobre 2021, puis au musée historique de Strasbourg du 5 novembre 2021 au 20 février 2022 et enfin au musée d'histoire de Marseille à partir de mars 2022.

### Filmographie
- Henri Desfontaines, La Marseillaise, 1920, retrace la genèse de l'hymne.
- Abel Gance, Napoléon, 1927, scène apocryphe de présentation de la Marseillaise au Club des Cordeliers. Marianne y apparaît sous les traits de la chanteuse Damia.
- Jean Renoir, La Marseillaise, 1938.
- Jean Yanne, Liberté, égalité, choucroute, 1985 parodie cette scène : Rouget de Lisle (Darry Cowl) vient proposer l'hymne sous la forme d'un tango. Le morceau se voit promptement réécrit par Robespierre (Roland Giraud) qui adapte les paroles sur l'air du Brésilien de La Vie Parisienne.

### Documentaires
- La Marseillaise n'est pas encore enrouée, téléfilm de Jean Chérasse et Claude Manceron, réalisé en 1992 par Jean Chérasse pour La Mole (André Lhomme) en co-production avec FR3 et l'INA
- [vidéo][Martange Production] « « La Marseillaise », l'éternel chant de bataille », Mathieu Schwartz, 2015, Boulogne-Billancourt 52 minutes (avec : Björn Hlynur Haraldsson, Heida Rún Sigurdardottir, Maria Ellingsen, Salome R. Gunnardsdottir, Joi Johannsson)[179] diffusé sur France 5[180]